# 玄海町立仮屋小学校
玄海町立仮屋小学校（げんかいちょうりつ かりやしょうがっこう）は佐賀県東松浦郡玄海町大字仮屋にかつて存在した小学校。2010年（平成22年）3月末に閉校した。

## 概要
歴史
1875年（明治8年）「五箇小学校」として松浦郡値賀村大字仮屋に創立。創立から135年目の2010年（平成22年）に玄海町内の小学校3校（有浦・仮屋・牟形）の統合により、玄海町立有徳小学校が新設された。2015年（平成27年）には有徳小学校と値賀小学校の統合により玄海小学校が新設され、2017年（平成29年）には玄海小と玄海中の統合により、義務教育学校「玄海町立玄海みらい学園」が新設された。
校章
仮屋湾を表す真珠と波を図化した絵を背景にして、中央に校名の「仮屋」（縦書き）を配置している。校旗の配色は、布地が濃紺（金糸の縁取り）になっている。
校歌
1958年（昭和33年）7月5日に制定。作詞は松尾松治郎、作曲は一兜重太郎による。歌詞は3番まであり、1番と2番に校名の「仮屋」が登場する。

## 沿革
- 1875年（明治8年）5月 - 松浦郡値賀村大字仮屋の極瑞寺（ごくずいじ）下に、「五箇小学校」が創立。下等科の教授を開始。
  - 東仮屋、西仮屋、大薗、石田、花ノ木を校区とする。
- 1884年（明治17年）
  - 2月 - 大字仮屋字十倉に校舎を新築し移転を完了。
  - 4月 - 有浦小学校に統合され、「有浦小学校 仮屋分校」となる。
- 1886年（明治19年）- 小学校令の施行により、「尋常有浦小学校 今村分校」に改称。
- 1888年（明治21年）6月 - 有浦・切木・値賀三村連合高等小学校が尋常有浦小学校に併置される。
- 1889年（明治22年）4月 - 町村制の施行により、東松浦郡値賀村立の小学校となる。
- 1891年（明治24年）
  - この年 - 有浦・切木・値賀三村連合高等小学校が廃止される。
  - 7月 -「有浦尋常高等小学校 仮屋分校」に改称。
- 1892年（明治25年）4月 - 有浦尋常高等小学校より分離し、「仮屋尋常小学校」として独立。
- 1908年（明治41年）4月 - 小学校令改正により、義務教育年限（尋常科の修業年限）が4年から6年に延長される（尋常科6年・高等科2年となる）。
- 1941年（昭和16年）4月1日 - 国民学校令の施行により、「値賀村立仮屋国民学校」に改称。尋常科を初等科に改める（初等科6年・高等科2年）。
- 1947年（昭和22年）4月1日 - 学制改革（六・三制の実施）により、国民学校初等科は「値賀村立仮屋小学校」に改組される。
- 1956年（昭和31年）9月30日 - 玄海町の発足により、「玄海町立仮屋小学校」に改称。
- 1958年（昭和33年）
  - 7月5日 - 校歌を制定。
  - この年度 - 児童数が最大の382名（男子189名・女子184名）を記録する。
- 1981年（昭和56年）度から1982年（昭和57年）度までの間 -鉄筋コンクリート造3階建ての新校舎・体育館が完成。
- 2010年（平成22年）3月31日 - 閉校。135年の歴史に幕を下ろす。

閉校後
- 跡地は仮屋コミュニティセンターとなっている。

玄海町内の小学校のその後
- 2015年（平成27年）4月1日 - 有徳小学校と値賀小学校の統合により、玄海町立玄海小学校が新設された。
  - 玄海小学校は、同時期に新設された玄海町立玄海中学校とともに、小中一貫教育を開始。
  - 校地・校舎は玄海町大字新田（旧・有浦中学校）に新校舎が完成し移転。
- 2017年（平成29年）4月1日 - 玄海小学校と玄海中学校を統合の上、義務教育学校「玄海町立玄海みらい学園」が新設される。

## 舞台となった作品
- 「春よこい」（映画）[1]

## 交通
最寄りのバス停
- 昭和バス 「仮屋」

最寄りの幹線道路
- 国道204号

## 周辺
- 仮屋簡易郵便局
- 極瑞寺

## 参考資料
- 「玄海町史 下巻」（2000年（平成12年）3月, 玄海町史編纂員会）p.192 - p.194, p.226 - p.229

## 関連事項
- 佐賀県小学校の廃校一覧